# Martin Tomovski
Martin Tomovski (Skopje, 10 de julio de 1997) es un jugador de balonmano macedonio que juega de portero en el 1. VfL Potsdam. Es internacional con la selección de balonmano de Macedonia del Norte.
Su primer gran campeonato con la selección fue el Campeonato Mundial de Balonmano Masculino de 2021.

## Palmarés

### RK Metalurg
- Copa de Macedonia del Norte de balonmano (1): 2019

### RK Vardar
- Liga de Macedonia del Norte de balonmano (1): 2022
- Copa de Macedonia del Norte de balonmano (2): 2022, 2023

## Clubes
| Club            | País                | Año       |
| --------------- | ------------------- | --------- |
| RK Metalurg     | Macedonia del Norte | 2015-2019 |
| TSG Friesenheim | Alemania            | 2019-2021 |
| RK Vardar       | Macedonia del Norte | 2021-2024 |
| 1. VfL Potsdam  | Alemania            | 2024-Act. |